# 657
657 је била проста година.

## Догађаји
- Гримоалда Старијег, градоначелника Аустразије, свргава Кловис II, краљ Неустрије. Кловис такође заробљава Гримоалдовог сина Хилдеберта и погубљује их обојицу.
- Битка код Сифина: Муслиманске снаге под Али ибн Аби-Талибом воде неубедљиву битку против Муавије I, на обалама Еуфрата, близу Раке (Сирија).
- Танг кампања против Западних Турака: Цар Гао Зонг шаље војну кампању коју предводи Су Дингфанг. Анектира Западни турски каганат.
- Током Другог рата између Тикала и Калакмула, Господар Змија (Јукнум Чен II) директно напада сам Тикал, протерујући његовог новог владара Нун Уџол Чака и успостављајући Калакмул као регионалну суперсилу. Балаџ Чан Кавил, некадашњи наследник Тикала, заклиње се на верност новом владару.
- 1. јун – Папа Евгеније I умире у Риму након скоро 2½ године епископства. Наслеђује га папа Виталијан као 76. римски епископ.